# Bermudienne à feuilles étroites
Sisyrinchium angustifolium
Espèce
La Bermudienne à feuilles étroites (Sisyrinchium angustifolium) est une espèce de plante de la famille des Iridaceae.

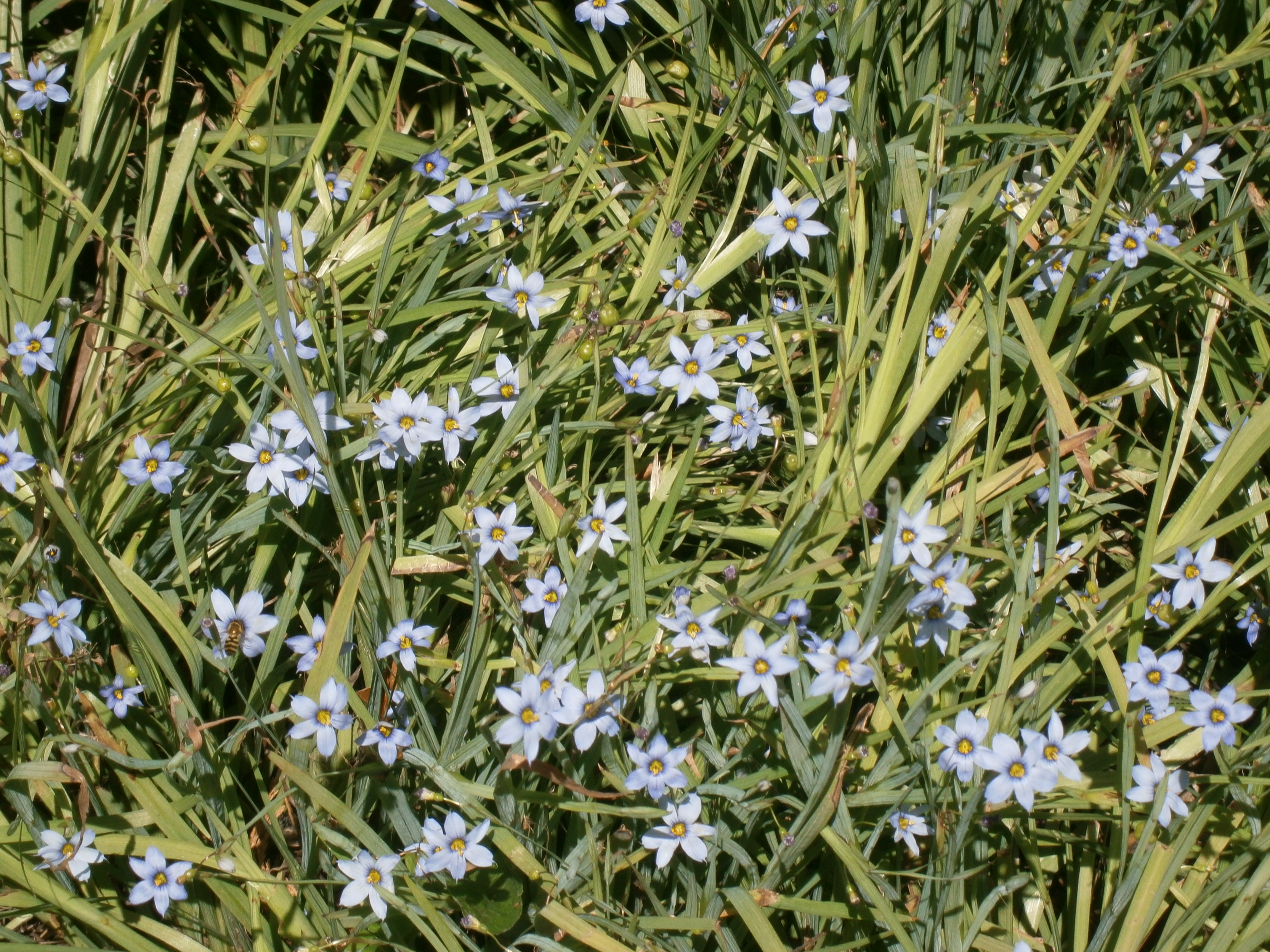
Bermudienne dans une haie
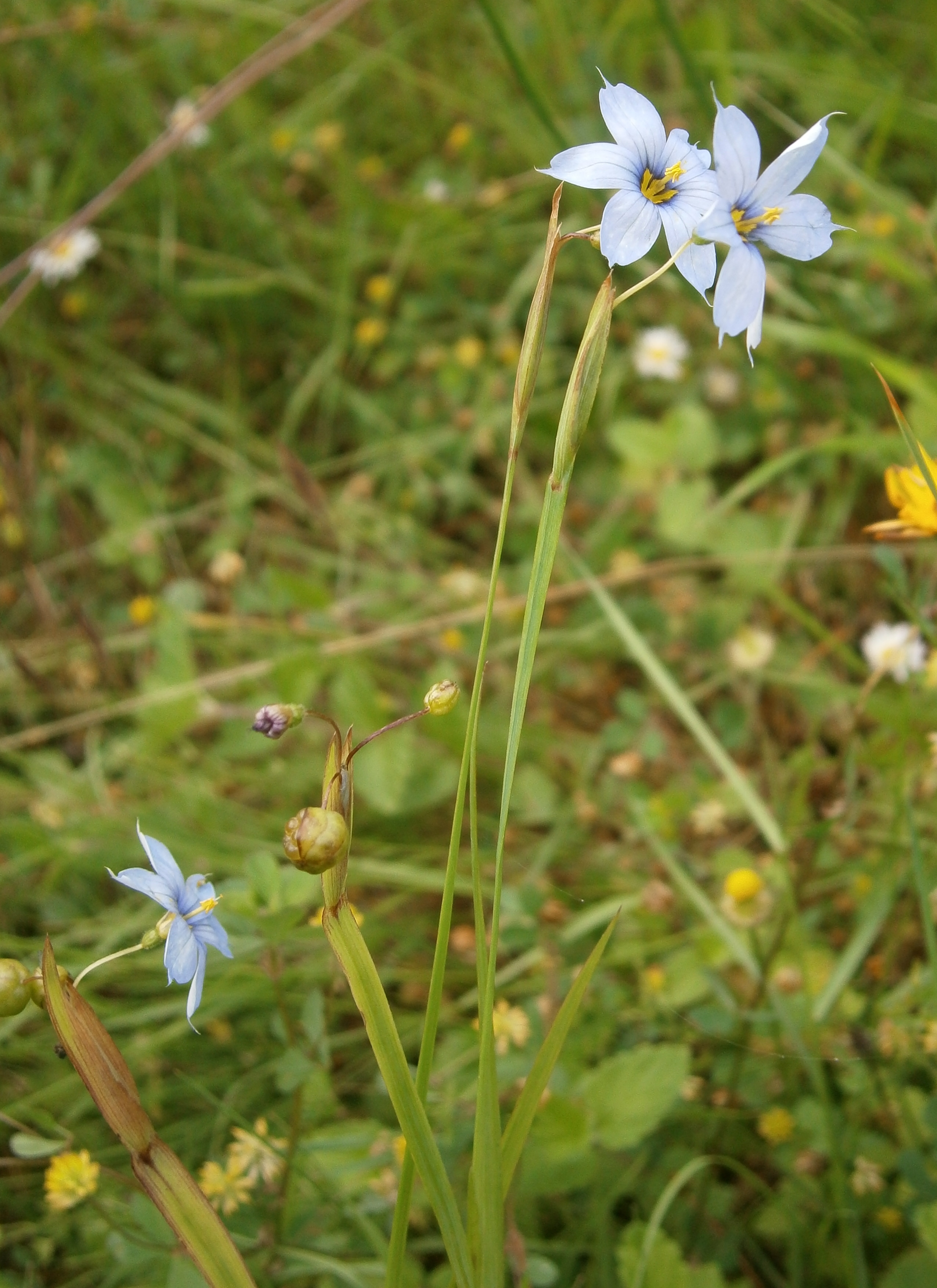
Feurs et fruits
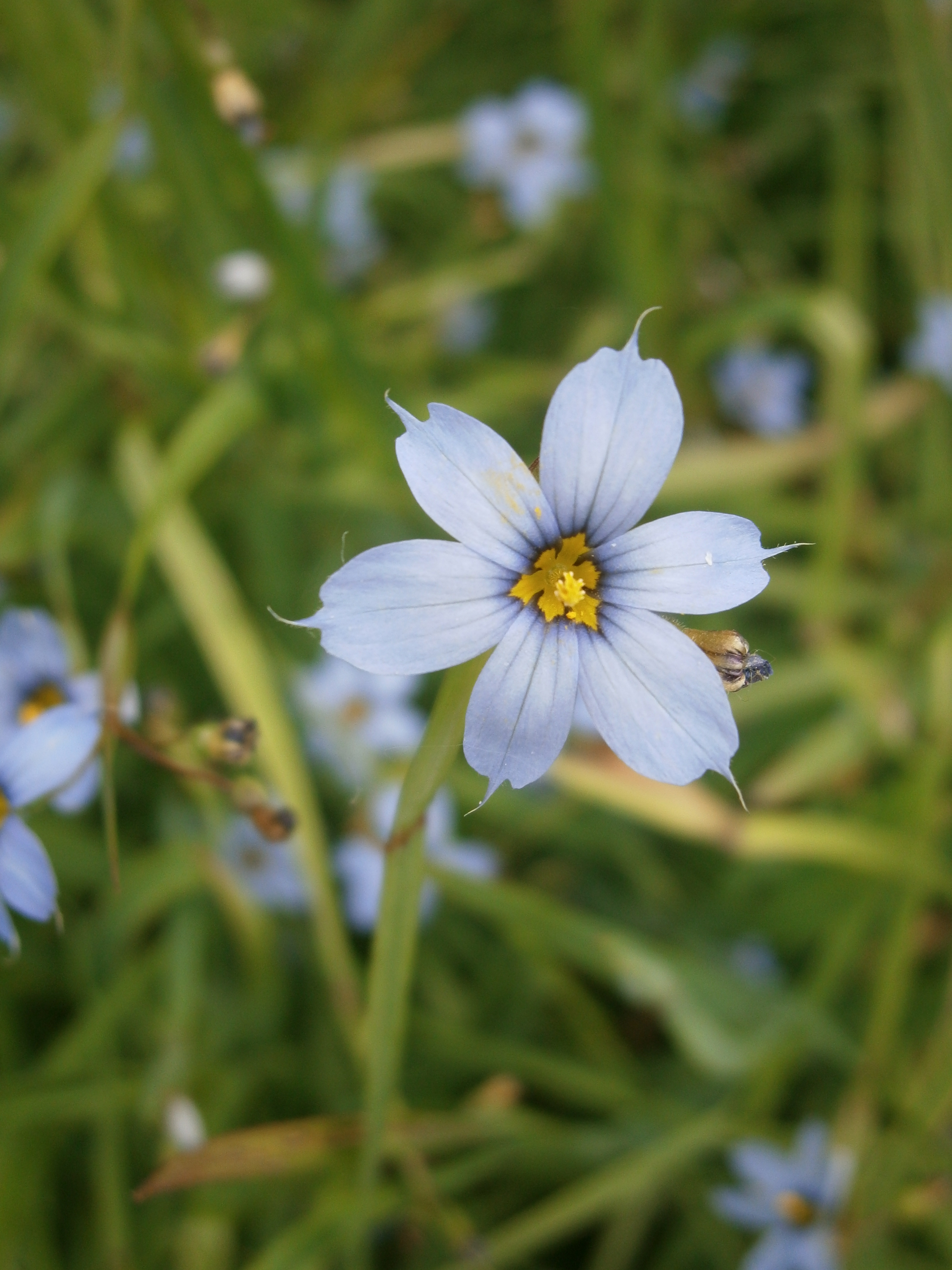
Feur en plan rapproché
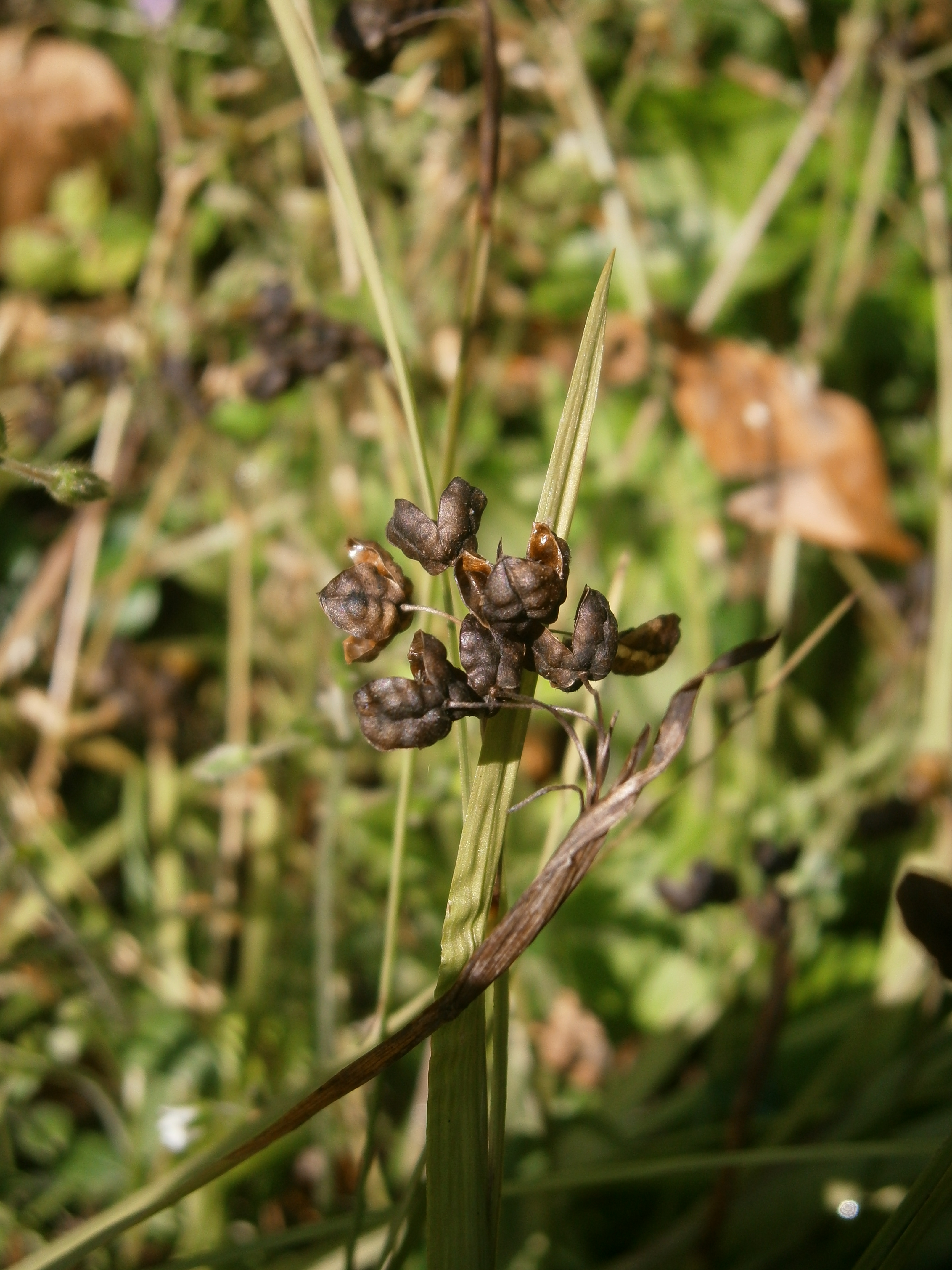
Fruits mûrs, ayant libéré les graines